# 李倚
李 倚（り い、? - 897年）は、唐の懿宗の八男。

## 生涯
咸通13年（872年）、李倚は、懿宗によって睦王に封ぜられ、大明宮の内院に居住していた。
昭宗の乾寧3年（896年）、李倚と通王李滋・済王・韶王・彭王・韓王・沂王・陳王は、侍衛諸軍を領し、安経・奉宸・保寧・安化の各軍を統べ、京師を防衛した。昭宗は、鳳翔節度使李茂貞に圧迫されて、鎮国軍節度使韓建のもとに出奔した。韓建は、昭宗を脅かし、李倚ら8人の王が韓建を殺害しようと企てていると述べて、河中へ再び動座させようとした。李倚らは、ついに兵権を解除され、十六宅と呼ばれる彼らの御所に帰されることとなった。嗣延王李戒丕と嗣丹王李允が李克用のもとを訪れた際、韓建は彼らを嫌悪しており、最も嫌悪していたのは、かつて李茂貞を討伐する軍を監督していた嗣覃王李嗣周であった。
乾寧4年（897年）8月、韓建と劉季述は、詔書を偽造して李倚らの十六宅を攻撃し、11人の王を石堤谷に引き連れて、全員を誅殺した。済王・韶王・彭王・韓王・沂王・陳王・延王・丹王・覃王の世系は、不明である。
天復年間の初め、李倚は、恭哀太子と追諡された。『唐会要』によれば、李倚の陵墓は、京兆府昭応県の境にあるとされる。